# Hiroki Shibuya
Hiroki Shibuya (渋谷 洋樹 Shibuya Hiroki?), född 30 november 1966 i Hokkaido prefektur, är en japansk före detta fotbollsspelare och tränare.
Shibuya började sin karriär 1985 i Furukawa Electric (JEF United Ichihara). Med Furukawa Electric vann han japanska ligan 1985/86 och japanska ligacupen 1986. 1992 flyttade han till PJM Futures (Tosu Futures). Efter Tosu Futures spelade han för NTT Kanto. Han avslutade karriären 1997.
Shibuya har efter den aktiva karriären verkat som tränare och har tränat Omiya Ardija och Roasso Kumamoto.